# Південно-Уральська залізниця
Південноуральська залізниця — одна з філій РЖД, залізниця розташована на території Оренбурзької і Челябінської областей, частково Куйбишевської і Свердловської областей, Башкирії і Казахстану. Управління залізниці в Челябінську.

## Історія
Залізниця утворена в січні 1934 при поділі Пермської залізниці і злиття низки ліній Південного Уралу. До складу залізниці наразі входять найстарші залізничні лінії, побудовані в 1860-1880-х.
У 1877 розпочато експлуатацію лінії Оренбург — Самара, в 1892 завершено будівництво Самаро-Златоустовської залізниці.
У 1891 розпочато спорудження південного ходу, який став згодом частиною Транссибірської магістралі.
У 1882 від Челябінська розпочато будівництво лінії на Курган — західної частини Транссибу.
У 1895 завершено прокладання колії на лінії Челябінськ — Єкатеринбург.
Залізниця зазнала значного розвитку в 1930-ті. Тоді були побудовані лінії Челябінськ — Каменськ-Уральський, Картали — Акмолінськ. Споруджена друга колія і обладнана автоблокуванням лінія Челябінськ — Макушино. На залізницю надходять потужні паровози серій ФД, СО, ИС. Реконструкція залізниці завершена в 1940 дозволила збільшити вантажообіг у 2,4 раза.
За часів німецько-радянської війни працівники залізниці будували бронепотяги, поїзди-лазні, санітарні потяги.
У 1945 електрифіковано на постійному струмі дільницю Челябінськ — Златоуст, в 1949 дільницю Златоуст — Кропачево, в 1957 Курган — Макушино і Челябі
нськ — Курган, в 1961 Макушкино — Ісилькуль. На дільницях  Челябінськ — Свердловськ, Челябінськ — Троїцьк — Картали — Магнітогорськ до початку 1970-х років була введена тепловозна тяга.
У 1980 здається експлуатацію лінія Сакмарська — Мурапталово, в 1981 здається лінія Красногвардеєць — Новоперелюбська.

## Опис
До складу залізниці входять Златоустовське, Челябінське, Курганське, Петропавловське, Карталінське, Орське, Оренбурзьке відділення. Довжина залізниці за станом на 1991 — 4934,9 км. Основні вузлові станції залізниці: Челябінськ, Курган, Петропавловськ, Троїцьк, Картали, Магнітогорськ, Орськ, Оренбург, Бердяуш.
Південноуральська залізниця межує з півдня з Казахстанськими залізницями, з південного заходу з Приволзькою залізницею, з заходу з Куйбишевською залізницею, з півночі з Свердловською залізницею, зі сходу з Західно-Сибірською залізницею.
У локомотивному парку залізниці магістральні тепловози 2ТЕ10В, 2ТЕ10М, маневрові тепловози ЧМЕ3, електровози постійного струму ВЛ10, змінного струму ВЛ80С, електропотяги ЕР2, ЕР9П, ЕР9Е.
Локомотивні депо Південноуральської залізниці: Златоуст, Челябінськ, Троїцьк, Петропавловськ, Орськ, Оренбург, Бузулук.